# 光電管

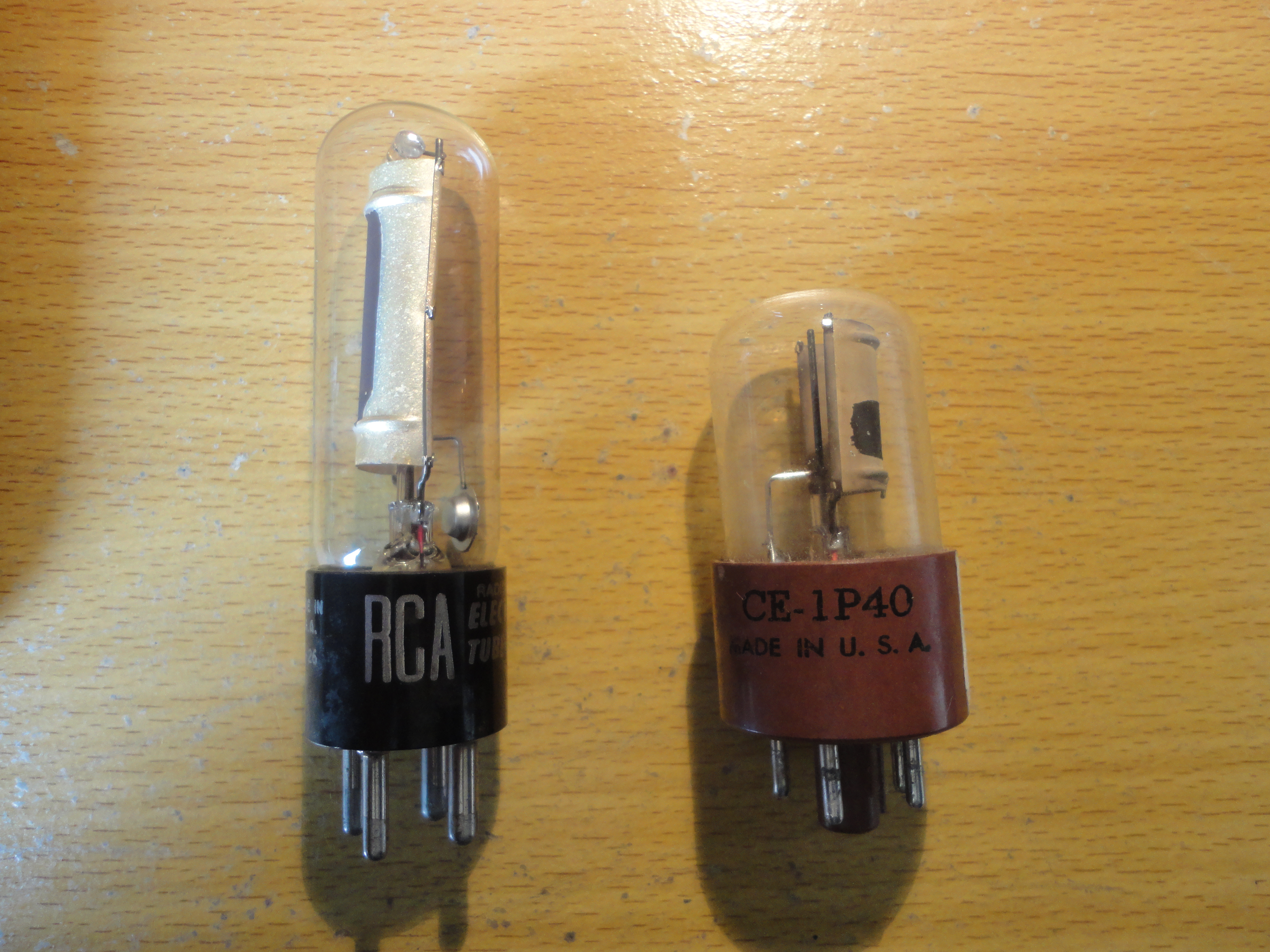
二種類の光電管

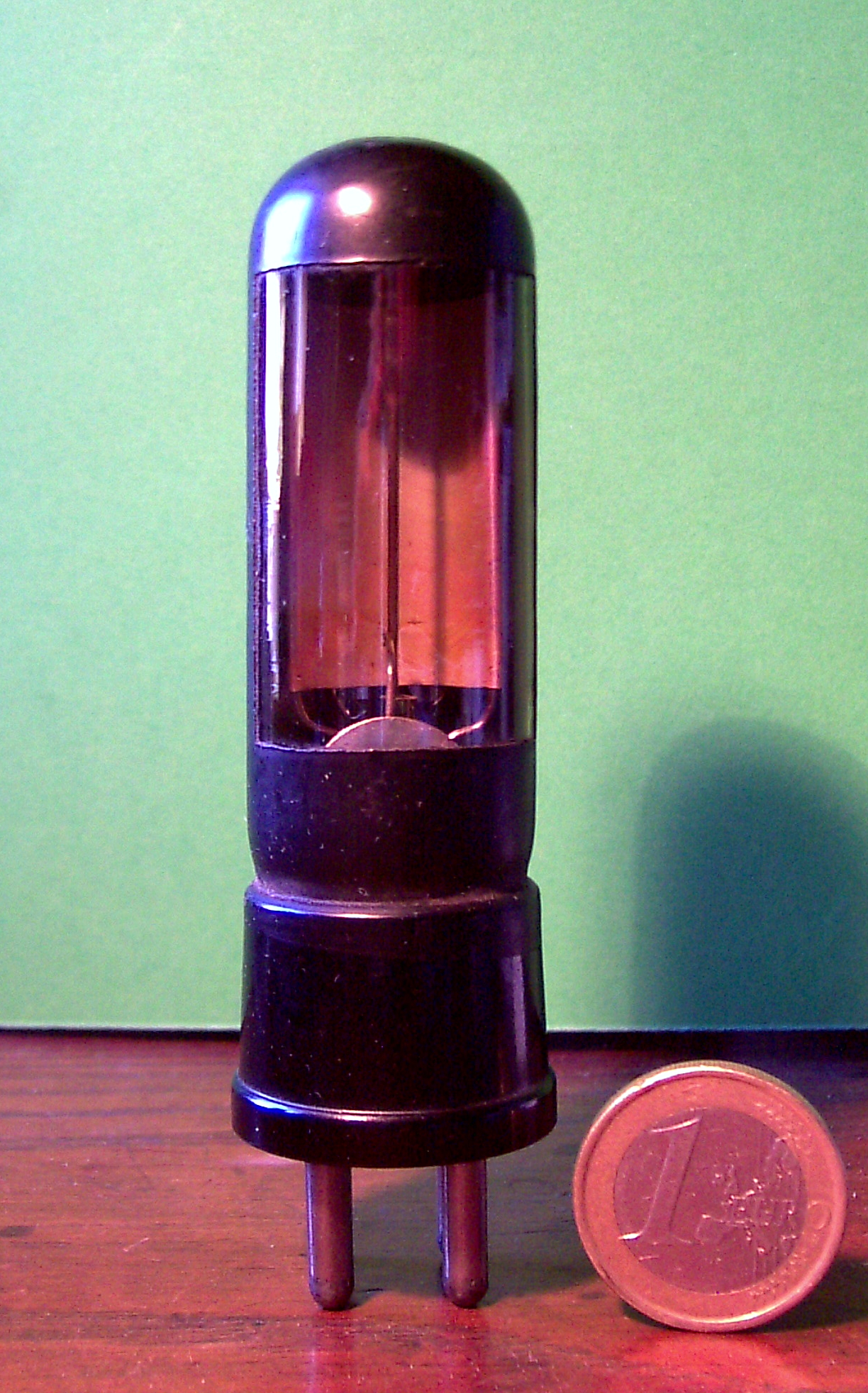
1940年代の光電管

光電管（こうでんかん、英: Phototube）は、光電効果を利用して光エネルギーを電気エネルギーに変換する光検出用電子管（真空管の一種）で、高真空（または不活性ガス入り）のガラス容器中に、光電陰極 (Photocathode) と陽極 (Anode) を設けた構造を基本とする。光電陰極（－）と陽極（＋）間に電圧を与え、光電陰極に光を入射し、陽極から信号電流を取り出して使用する。光電面には仕事関数の小さいアルカリ金属が用いられる。

回路図記号

## 動作原理
光電管は光電効果によって動作する。入ってきた光子は光電陰極に衝突して表面から電子を放出させ陽極に衝突させる。したがって出力される電流は入射光子の周波数と強度に依存する。光電子増倍管とは異なり、増幅は行われないため、回路に流れる電流は通常、数マイクロアンペアである。
光電管が敏感に反応する光の波長範囲は、カソードに使用される材料に依存する。セシウムとアンチモンカソードは感度が赤色に強く紫外領域に弱くなる。酸化銀とセシウムは、赤外線から赤色の光に最も敏感に反応し、基本的に青色への感度は低い。

## 用途
現代では半導体に置き換わって使われなくなっているが、真空管回路の入力装置として広く活用されていた。
- 映画フイルムの光学式サウンドトラックの読み取り。
- ファクシミリのスキャナーの読み取り。

## 比喩的表現
用途で記したとおり光検出器として真空管である光電管を使うことは半導体受光素子の発達により光電子増倍管等の極めて特殊なものを除き、用途として無くなった。しかしながら、速度違反取締装置で使用された光投光器と光検出器の組からなるフォトインタラプタや、ラリー競技のスタート・ゴール地点での計時に用いる同種の機器、スピードスケートの計時システムの呼称など、装置に光電管を用いていないにもかかわらず光センサの代表としてなおも『光電管』と呼ぶ例が少なくない。